# Brig-Glis
Brig-Glis is een gemeente en plaats in het Zwitserse kanton Wallis, en maakt deel uit van het district Brig.
Brig-Glis telt 12.823 inwoners.

## Geografie
Brig-Glis ligt in het Rhônedal in kanton Wallis. De buurgemeenten van Brig-Glis zijn in district Brig Mund, Naters, Termen, Ried-Brig en Simplon. En in district Visp zijn dat Lalden, Visp en Visperterminen.

## Geschiedenis
De gemeente is op 1 januari 1973 ontstaan door de fusie van de toenmalige zelfstandige gemeenten Brig, Brigerbad en Glis.